# NGC 2842
NGC 2842 este o galaxie lenticulară situată în constelația Carena. A fost descoperită în 8 martie 1836 de către John Herschel. Se află la o distanță de 37,52 de megaparseci de Pământ.